# Космос-2050
Космос-2050 је један од преко 2400 совјетских вјештачких сателита лансираних у оквиру програма Космос.
Космос-2050 је лансиран са космодрома Плесецк, СССР, 23. новембра 1989. Ракета-носач Молнија је поставила сателит у орбиту око планете Земље. Маса сателита при лансирању је износила 1900 килограма. Космос-2050 је био сателит за рано упозоравање на појаву интерконтиненталних балистичких ракета.